# Steinebach (Oberstaufen)
Steinebach (mundartlich: Schtuinəba, uf Schtuinəba na) ist ein Gemeindeteil der Marktgemeinde Oberstaufen im bayerisch-schwäbischen Landkreis Oberallgäu.

## Geographie
Der Weiler liegt circa 2,5 Kilometer südwestlich des Hauptorts Oberstaufen im Weißachtal. Nördlich von Steinebach fließt die Weißach. Östlich der Ortschaft liegt das Geotop der Terrassen der Weißach.

## Ortsname
Der Ortsname bedeutet (Siedlung) am steinigen Bach.

## Geschichte
Steinebach wurde erstmals urkundlich im Jahr 1463 als zu Staine(n)bach  erwähnt. 1798 fand die Vereinödung des Orts statt. 1808 wurden fünf Wohnhäuser in Steinebach gezählt. 1879 wurde die heutige Wegekapelle im Ort erbaut. Steinebach gehörte bis zur bayerischen Gebietsreform 1972 der Gemeinde Aach im Allgäu an.

## Baudenkmäler
Siehe: Liste der Baudenkmäler in Steinebach